# Adicie
Dans la mythologie grecque, Adicie (en grec ancien Ἀδικία / Adikía, « l'Injustice ») est une déesse grecque mineure. Elle est vraisemblablement une fille de Nyx ou d'Éris comme les autres fléaux et la personnification du Tort, de la Faute, de l'Injustice et de l'Iniquité. Elle est généralement accompagnée de Dysnomie (l'Anomie), d'Até (la Fatalité) et d'Hybris (la Démesure).
Elle est représentée par une femme barbare et laide, à la peau tatouée. Son opposée est Dicé (la Justice), souvent représentée la frappant avec une massue.